# Facultad de Medicina de la Universidad de El Salvador
La Facultad de Medicina de la Universidad de El Salvador es la segunda facultad más antigua de la UES (después de la Facultad de Jurisprudencia y Ciencias Sociales de esta universidad pública), siendo fundada el 15 de noviembre de 1847. Además es la primera  facultad de medicina en el país.

## Historia

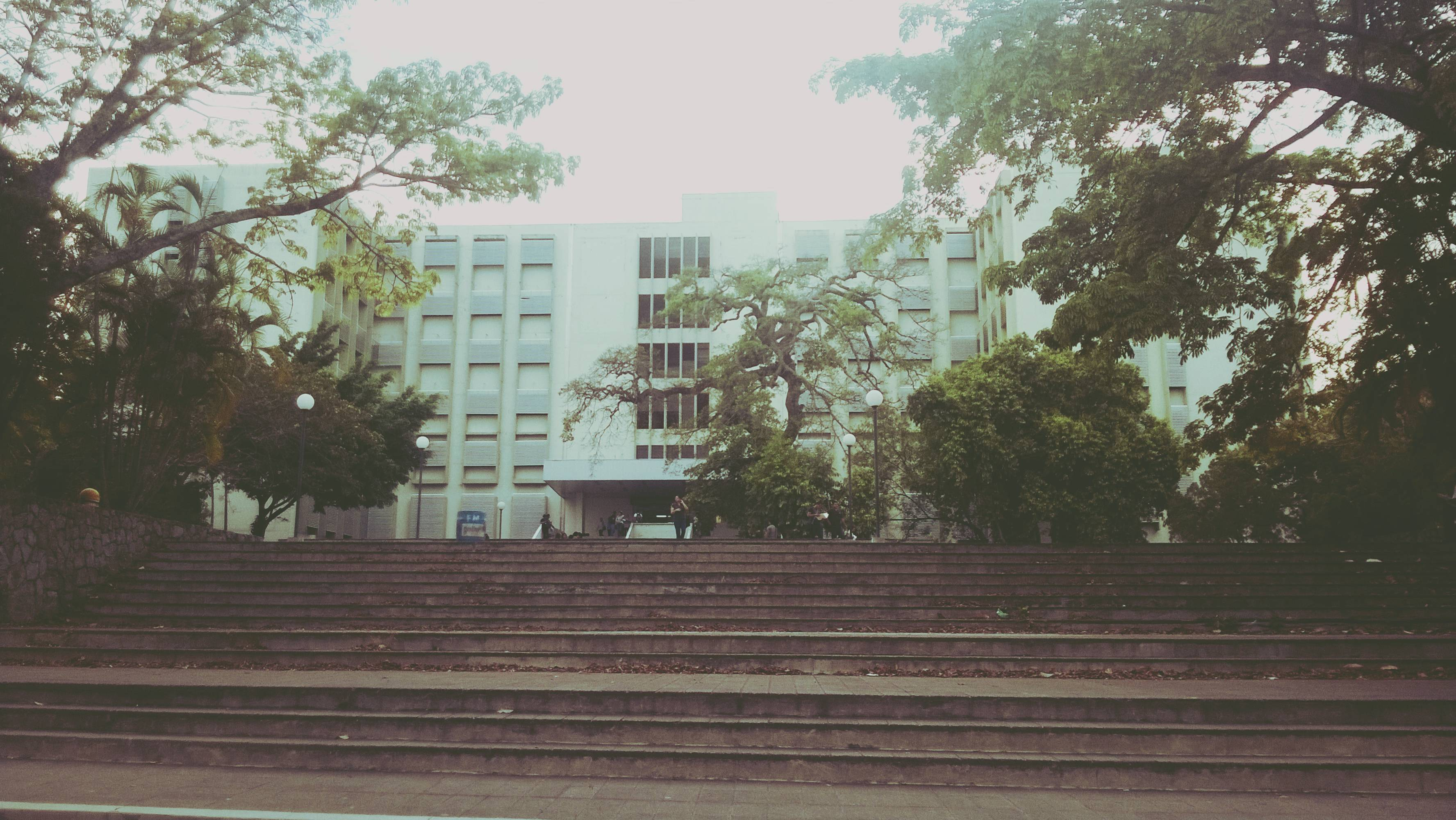
Aspecto del edificio principal anterior a la remodelación de 2017.

El presidente Eugenio Aguilar (1846-1848) emitió el Decreto Ejecutivo del 15 de noviembre de 1847, publicado en la Gaceta de El Salvador n.º 36, Tomo n.º 1, del 26 de noviembre de 1847, en el que se acordaba el establecimiento de una cátedra de anatomía en el Colegio de la Asunción, el cual era un establecimiento de educación media que tenía como finalidad la formación de los bachilleres que ingresarían posteriormente a la Universidad de El Salvador. La fecha de este decreto ejecutivo es considerada por la comunidad universitaria como la de la fundación de la Facultad de Medicina. Este decreto ejecutivo, además de establecer dicha cátedra, prescribía que daría principio "por el estudio de la anatomía, debiéndose abrir el 15 del diciembre entrante", es decir, del año 1847. Sin embargo, la docencia se inició el 28 de febrero de 1849, fecha en que se procedió a organizar en la Universidad de El Salvador, la Facultad de Medicina y el Protomedicato, según una noticia publicada en la Gaceta de El Salvador n.º 1, Tomo n.º 2, del 2 de marzo de 1849.

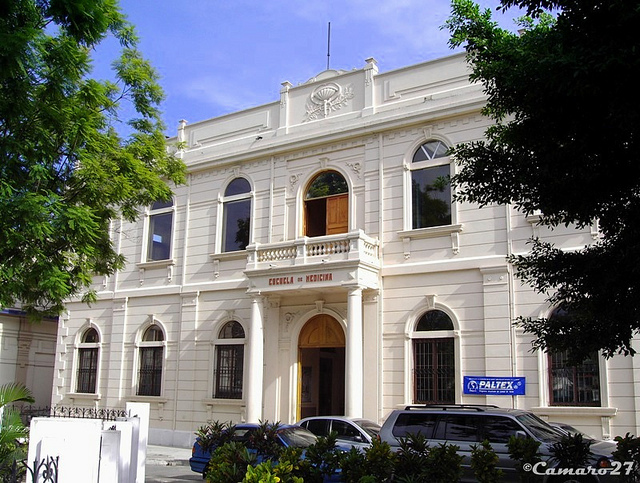
Exterior del Edificio La Rotonda frente al Hospital Nacional Rosales.

Hasta 1980, la Facultad fue el único centro de estudios superiores que ofrecía las carreras del área de las ciencias de la salud en El Salvador. 
La doctora Fátima Trinidad Valle de Zúñiga fue decana de la Facultad entre 2007 y 2011. Para el año 2006, de acuerdo a las estadísticas de la universidad, la Facultad tenía un total de 4 864 estudiantes.
La decana de la Facultad es la Msc. Josefina Sibrián y el vicedecano el Dr. Saúl Díaz.

## Carreras que ofrece

### Pregrado
Para impartir el conjunto de carreras que ofrece, la Facultad cuenta con dos escuelas.
La Escuela de Medicina imparte una única carrera de grado, el doctorado en Medicina, cuyo plan de estudios, tiene una duración de siete años que culmina con un año de servicio social.
Los estudiantes completan su formación clínica en cuatro hospitales escuela:
- Hospital Nacional Rosales (especializado en Medicina y Cirugía)
- Hospital Nacional de Maternidad/Hospital Nacional de la Mujer (en traslado a nuevas instalaciones; hospital especializado en Ginecología y Obstetricia)
- Hospital Nacional de Niños Benjamin Bloom (especializado en Pediatría)
- Hospital Nacional Psiquiátrico José Molina Martínez

La Escuela de Tecnología Médica imparte las siguientes carreras de grado:
- Doctorado en Medicina
- Licenciatura en Educación para la Salud
- Licenciatura en Nutrición
- Licenciatura en Salud Materno Infantil
- Licenciatura en Salud Ambiental
- Licenciatura en Enfermería
- Licenciatura en Laboratorio Clínico
- Licenciatura en Radiología
- Licenciatura en Anestesiología e Inhaloterapia
- Licenciatura en Fisioterapia
- Licenciatura en Optometría

Todas tiene un plan de estudios con una duración de cinco años, las cuales se basan en módulos y no por materias, a excepción de la licenciatura en laboratorio clínico, donde los primeros años son en módulos (áreas comunes) y después cambia a materias. Cada licenciatura tiene la oportunidad de ejercer sus prácticas estudiantiles en los hospitales nacionales del país, donde cada carrera le asigna al estudiante el lugar de prácticas sin necesidad de que el estudiante busque donde hacerlas. Al finalizar cada ciclo se les otorgan reconocimientos a los alumnos de toda la facultad, por las notas que han presentado.

### Posgrado

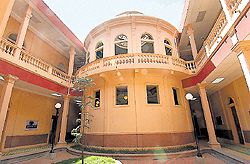
Patio de La Rotonda

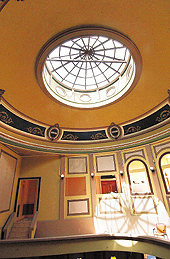
Cúpula del auditorio de La Rotonda

La Escuela de Posgrados de la Facultad de Medicina de la Universidad de El Salvador se encuentra en el edificio conocido como La Rotonda, que está ubicado en la final de la calle Arce y avenida "Héroes y Mártires del 30 de Julio de 1975", frente al Hospital Nacional Rosales. En ella se imparten diversas maestrías y especialidades médicas.

#### Maestrías[7][8]
- Maestría en Epidemiología
- Maestría en Salud Pública
- Maestría en Gestión Hospitalaria
- Maestría en Salud Sexual y Reproductiva
- Maestría en Psicología Clínica de la Comunidad
- Maestría en Enfermería con Especialidad en Cuidados Críticos e Intensivos

#### Especialidades médicas[9]
- Cirugía General
- Medicina Pediátrica
- Medicina Legal
- Cirugía Pediátrica
- Ortopedia y Traumatología
- Ginecología y Obstetricia
- Psiquiatría y Salud Mental
- Anestesiología
- Medicina del Trabajo
- Cardiología
- Medicina Interna
- Medicina Familiar
- Neumología
- Radiología e Imágenes

Estos programas académicos son impartidos tanto en los hospitales del Centro Médico Nacional (Rosales, Maternidad, Bloom, Psiquiátrico, San Juan de Dios en Santa Ana, y San Juan de Dios en San Miguel) y en los hospitales del Instituto Salvadoreño del Seguro Social.

## Sociedad estudiantil

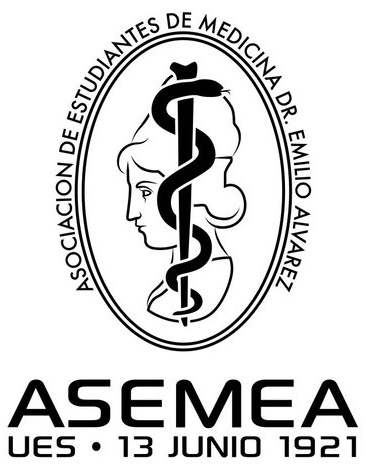
Logo de la ASEMEA.

La Facultad de Medicina posee dos asociaciones estudiantiles:
- Asociación de Estudiantes de Tecnología Médica (ASETEM) para alumnos de las licenciaturas médicas.

- Asociación de Estudiantes de Medicina Dr. Emilio Álvarez (ASEMEA) para alumnos de doctorado en Medicina.

Fundada el 13 de junio de 1921, es la asociación estudiantil más antigua de Centroamérica, dedicada a asuntos académicos, culturales y estudiantiles. Celebra cada 13 de junio el día del estudiante de Medicina de la UES con la llamada Velada del Estudiante de Medicina, donde cada año académico del doctorado se reúne para formar grupos de teatro que representan los aspectos difíciles de la carrera, con un toque de humor.[cita requerida]
Además de esto, realiza otras actividades culturales como el "Concurso de Talentos Musicales" y el "Concurso de Talentos Literarios".
En lo académico se organizan jornadas de complemento para cada uno de los años; así como ponencias sobre temas relevantes del acontecer de salud en El Salvador.

## Académicos destacados
- Salvador Moncada
- María Isabel Rodríguez
- Rafael Zaldívar